# Take Away the Colour
Take Away the Colour è un brano del 1993 di Ice MC.
Il singolo raggiunse la posizione numero 11 in Austria e Belgio e la 15 in Svezia.
In Italia arrivò al 19º posto.
La voce femminile è di Simone Jay.
Riproposto nel 1995 con il titolo Take Away the Colour 95 reconstruction,  questa volta con la voce femminile è di Alexia., il singolo ottenne un discreto successo in Francia e Paesi Bassi

## Classifiche
| Classifica (1993) | Posizione massima |
| ----------------- | ----------------- |
| Austria           | 11                |
| Belgio (Fiandre)  | 15                |
| Belgio (Vallonia) | 11                |
| Francia           | 31                |
| Italia            | 19                |
| Svezia            | 18                |